# Le Cyberplanificateur
Le Cyberplanificateur (Nightmare in Silver) est le douzième épisode de la septième saison de la deuxième série de la série télévisée britannique de science-fiction Doctor Who, diffusé sur BBC One le 11 mai 2013.

## Résumé
Le Docteur emmène Clara et les deux enfants dont elle est la nounou, Angie et Artie, vers un parc à thème extraterrestre dans le lointain futur, pour lequel ils ont un billet doré. Toutefois, ils trouvent le parc abandonné et fermé, et sous occupation militaire. Le Docteur convainc les soldats et leur capitaine qui y sont stationnés qu'il est un fonctionnaire impérial à la recherche de leur Empereur qui a disparu ; ils rencontrent Webley, le propriétaire du parc à thème, qui les emmène en faire le tour. Webley leur montre alors plusieurs Cybermen désactivés, en expliquant que la race des Cybermen a été vaincue et anéantie il y a mille ans. Ils sont à présent des pièces de musée inoffensives tandis que l'un est transformé en une machine de jeu d'échecs pilotée par Porridge, un champion d'échecs souffrant de nanisme. Après s'être amusés à jouer à certaines des attractions du parc, Clara est prête à ramener Angie et Artie à la maison. Toutefois, le Docteur décide de rester, ayant des doutes au sujet d'insectes étranges infestant le parc. Les insectes s'avèrent être des cybermites, qui réactivent les Cybermen dans le musée. Les Cybermen enlèvent ensuite Webley, Angie, et Artie.
Le capitaine et son peloton sont choqués de découvrir qu'il y a encore des Cybermen actifs, et admettent qu'ils sont une unité disciplinaire qui a été postée sur cette planète afin de les garder hors du chemin. Le Docteur impose alors Clara à la tête des troupes, lui enjoignant de ne pas les laisser détruire la planète (mesure éventuelle à prendre contre les Cybermen) pendant qu'il va sauver Angie et Artie. Comme les communications avec le reste de l'Empire sont coupées, Clara les fait se réfugier dans un château à proximité afin de fortifier leurs positions. Pendant ce temps, le Docteur constate qu'Angie et Artie ont été infectés par les cybermites et sont sous le contrôle des Cybermens. Webley qui a été partiellement converti révèle au Docteur que les Cybermen ont continué à subsister secrètement et se reconstruisent, kidnappant les gens du parc d'attractions avant sa fermeture. Cependant, pour faire avancer leurs plans, ils ont besoin d'un cerveau de pointe comme celui du Docteur. Sur ce point, le Docteur fait remarquer que les Cybermen ne peuvent utiliser que les humains, mais Cyber-Webley révèle qu'ils se sont améliorés au point qu'ils peuvent convertir n'importe quelle forme de vie organique et infecte le Docteur avec les cybermites. La conscience Cyberman qui tente de prendre le contrôle du cerveau du Docteur, alimentée en ayant accès au cerveau du Seigneur du Temps, décide de se nommer le Cyber-Planificateur. Pour éviter que le Cyber-Planificateur prenne le contrôle de son cerveau, le Docteur menace de déclencher sa propre régénération, ce qui détruirait les implants Cybermen dans son cerveau. Se rendant compte qu'ils sont dans une impasse, le Cyber-Planificateur accepte le défi lancé par le Docteur de jouer une partie d'échecs, le gagnant prenant le contrôle du cerveau du Docteur.
Pendant ce temps, au château, Clara fait l'inventaire du stock d'armes anti-Cybermen de son peloton. Ils ne possèdent qu'une seule arme anti-Cyberman, plusieurs générateurs d'impulsions manuels, et une bombe capable de détruire la planète tout entière. Clara prend possession du dispositif de déclenchement à distance de la bombe et interdit au capitaine d'utiliser la commande vocale de celle-ci. Porridge explique à Clara que des mesures drastiques sont la seule façon de lutter contre les Cybermen, et si un Cyberman ne peut pas être immédiatement détruit, la planète sur laquelle il se trouve doit être détruite. La capitaine, après avoir été envoyée au peloton disciplinaire pour avoir enfreint les ordres, décide de racheter son échec passé en activant la bombe en dépit des ordres de Clara et des protestations de Porridge. Cependant, elle est abattue par un Cyberman avant qu'elle puisse donner l'ordre de détonation. Clara décide de passer à l'offensive, et avec l'aide du peloton, elle parvient à détruire le Cyberman qui les attaque.
Dans la base Cyberman, le Docteur parvient à perturber temporairement le contrôle du Cyber-Planificateur sur lui grâce à l'or du billet doré, et renoue avec Clara, l'avertissant que le Cyber-Planificateur va réactiver le reste des Cybermen dormants afin d'anéantir Clara et ses troupes. Il continue ensuite le jeu d'échecs contre le Cyber-Planificateur, sachant que celui-ci ne tiendra pas sa promesse s'il gagne. Se faisant passer pour le Docteur, le Cyber-Planificateur essaie de duper Clara sans y parvenir, mais réussit quand même à lui prendre la télécommande de la bombe, qu'il détruit. En l'absence de nouvelles menaces contre lui, le Cyber-Planificateur envoie alors toute son armée de Cybermen contre Clara et le peloton. Comme les humains et les Cybermen bataillent, le Docteur accepte de sacrifier sa reine et de garantir sa perte en échange de la libération d'Angie et Artie. Le Docteur essaie de bluffer le Cyber-Planificateur en affirmant qu'il a la possibilité de le vaincre en trois coups. Croyant à son bluff, le Cyber-Planificateur arrête les Cybermen afin d'utiliser leurs capacités de calcul pour comprendre la stratégie du Docteur. Celui-ci utilise cette diversion pour désactiver ses implants avec une impulsion de son arme manuelle, éliminant le Cyber-Planificateur de son esprit.
Cependant, les Cybermen commencent à se réactiver. Angie révèle alors ce qu'elle a compris depuis un moment : Porridge est en réalité l'empereur, celui qui avait disparu. Porridge, qui n'a jamais voulu être Empereur, utilise à contrecœur sa commande vocale pour activer la bombe, révélant que l'utilisation de cette commande fera immédiatement survenir son vaisseau amiral qui le téléportera automatiquement à bord. Tout le monde est transporté en sécurité alors que la planète est détruite avec tous les Cybermen. Porridge demande alors à Clara de l'épouser, impressionné par sa beauté et son intelligence. Clara refuse poliment, disant qu'elle n'a pas envie d'être l'Impératrice de l'Univers. Le Docteur et Clara ramènent ensuite Angie et Artie à leur maison.
Après avoir scanné les alentours à la recherche de toute technologie Cyberman restante, Porridge ordonne à son navire de les ramener chez eux. Toutefois, on peut voir une unique cybermite flottant dans l'espace.

## Distribution
- Matt Smith - Le Docteur
- Jenna-Louise Coleman - Clara Oswald
- Eve de Leon Allen - Angie
- Kassius Carey Johnson - Artie
- Warwick Davis - Porridge
- Tamzin Outhwaite - Capitaine
- Jason Watkins - Mr Webley
- Will Merrick - Brains
- Eloise Joseph - Beauty
- Calvin Dean - Ha-Ha
- Zahra Ahmadi - Missy
- Aidan Cook - Cyberman
- Nicholas Briggs - Voix des Cybermen

### Version française
- Version française - Dubbing Brothers
- Adaptation - Chantal Bugalski
- Direction artistique - David Macaluso
- Mixage - Marc Lacroix

Avec les voix de
- Michel Hinderyckx - Monsieur Webley
- Circé Lethem - Artie
- Pierre Lognay - Porridge
- Mathilde Mosseray - Beauty
- Marielle Ostrowski - Clara
- Marc Weiss - Le Docteur
- Colette Sodoyez - Capitaine

## Continuité
- L'épisode explique pourquoi l'apparence des Cybermen change sans cesse, ils ne cessent de s'adapter par des mises à jour.
- La faiblesse des Cybermen à l'or évoquée dans l'épisode est apparue pour la première fois dans l'épisode Revenge of the Cybermen (1974). Leur faiblesse aux solvants date de The Moonbase (1966).
- On entend parler d'un centre météo régulant le climat, comme dans The Moonbase, une aventure mettant en scène le Docteur contre les Cybermen sur la Lune.
- Le réveil des Cybermen dans leurs unités ressemble quasiment au plan près à leur réveil dans The Tomb of the Cybermen.
- Une des marionnettes apparues dans l'épisode Le Complexe divin peut être vue en arrière-plan.
- On voit le visage des différents Docteurs dans l'esprit de celui-ci. De plus, le Cyber-Planificateur utilisera les termes "Fantastic" et "Allons-y" utilisés par le neuvième et le dixième Docteur. Le Docteur utilise également la phrase "I'll explain later" (j'expliquerai plus tard) récurrente dans l'épisode parodique Doctor Who and the Curse of The Fatal Death.